# Колонна Виноградского

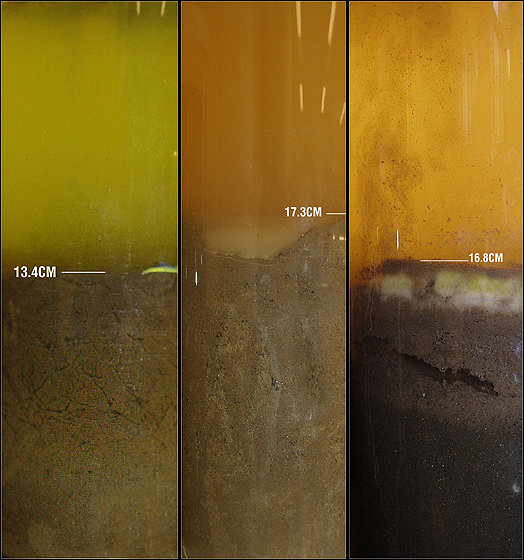
На этой фотографии изображено первоначальное состояние трех разных Колонок Виноградского. Они содержат образцы почвы и воды из реки, две последние колонны были изменены фосфатными, нитратными, серными и кислородными добавками. Эти добавки способствуют росту различных бактерий, специфичных для анаэробных и аэробных областей колонны.

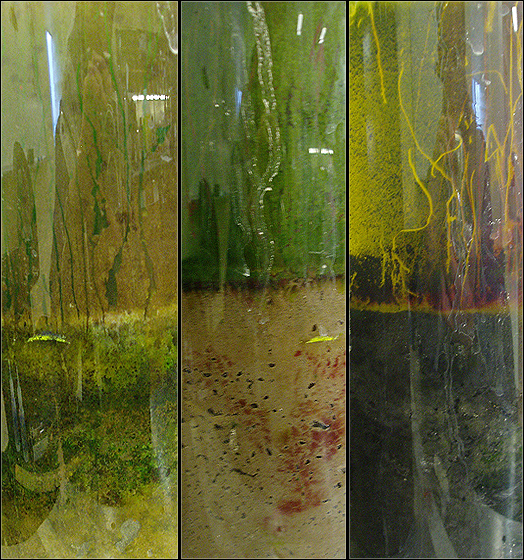
Результаты 7-недельного срока инкубации где к росту были допущены водоросли, цианобактерии и другие бактериальные колонии. Особый интерес представляют красные области средней колонки, характерные для фиолетовых не-серных бактерий (например, Rhodospirillaceae). Кроме того, в третьей колонке наблюдается фиолетовая серная бактерия (Хроматий) в виде красного нароста вдоль боковой части колонки.

Колонка Виноградского — это простое устройство для разведения различных микроорганизмов. Изобретённое в 1880-х годах Сергеем Николаевичем Виноградским, устройство представляет собой стеклянную колонку со смесью ила и воды, смешанной с источниками углерода, такими как газеты (содержащие клетчатку) или яичная скорлупа (содержащая карбонат кальция) и источников серы, таких как гипс (сульфата кальция) или яичный желток. Инкубация колонки под солнечным светом в течение нескольких месяцев приводит к аэробному/анаэробному градиенту, а также градиенту сульфида. Эти два градиента способствуют росту различных микроорганизмов, таких бактерий как Клостридия, Десульфовибрио, Хлоробиум, Хроматиум, Пурпурная бактерия и Beggiatoa, а также множество других видов бактерий, цианобактерий и водорослей.
Колонка создаёт многочисленные градиенты, которые зависят от добавленных питательных веществ, из которых может вырасти многообразие вышеупомянутых организмов. Одним из отличий являются аэробная часть воды и анаэробная часть ила или почвы. Вода быстро становится бескислородной по сравнению к смеси ила и воды из-за низкой растворимости кислорода в воде. Анаэробные фототрофы в значительной степени присутствуют в иловой части, где существует потенциал для создания биоплёнок и расширения колоний, как показано на изображениях справа. Водоросли и другие аэробные фототрофы присутствуют вдоль поверхности воды в верхней части колонки. Рост зелени часто приписывают этим организмам.

## Устройство
Колонка представляет собой смесь нескольких составляющих. Высокий стакан (30 см высотой, >5 см шириной) заполняется на треть илом из пруда, без каких-либо палочек, мусора и пузырьков воздуха. Добавляется ~0.25 % в/в карбоната кальция и ~0.50 % в/в сульфата кальция или сульфата натрия (измельчённая яичная скорлупа и яичный желток полны этими минералами), смешанные с измельчённой газетой, фильтровальной бумагой или сеном (для целлюлозы). Дополнительный анаэробный слой, состоящий из ила без добавок, заполняет контейнер до 2/3. В качестве замены возможно использование песка для слоя над обогащенным осадком, для того чтобы облегчить наблюдение и отбор проб. Далее следует вода из пруда, чтобы разбавить грязь (или песок) и занять половину оставшегося объёма. Колонна герметично закрывается для предотвращения испарения воды и инкубируется в течение нескольких месяцев при естественном освещении.
После того как колонка будет плотно загерметизирована, первыми начнут развитие анаэробы, включая Клостридий. Эти анаэробные бактерии будут потреблять целлюлозу в качестве источника энергии. Цикл начнётся как только они начнут производить углекислый газ, который будет использован другими представителями сообщества. Со временем в колонке будут появляться новые цветные слои различных бактерий. В нижней части колонки образуется чёрная восстановленная зона, содержащая сероводород и бактерий, восстанавливающих соединения серы. Слой выше будет состоять из зелёных серных фотосинтезирующих анаэробных бактерий. Далее будет следовать фиолетовый слой, который состоит из серных анаэробных бактерий, также фиолетовый из анаэробых несерных бактерий, и далее сверху будет образован слой сероокисляющих цианобактерий. Этот верхний слой аэробных бактерий будет производить углекислый газ, который оставаясь в колонне будет создавать условия для дальнейшей реакции
Колонка Виноградского хоть и является отличным инструментом для наблюдения за целыми сообществами бактерий, она не позволяет увидеть плотность или отдельные колонии бактерий. Также ей требуется довольно долгое время для завершения цикла. В то же время не следует упускать из виду ее значение в экологической микробиологии, она по-прежнему является отличным инструментом для определения основных бактериальных сообществ в образцах.